# Сгрицци, Лучано
Лучано Сгрицци (итал. Luciano Sgrizzi; 30 октября 1910, Болонья — 11 сентября 1994, Монте-Карло) — итальянский клавесинист и композитор.
Окончил Болонскую академию музыки (1923). В 1924—1927 гг. гастролировал по Южной Америке, дав более 100 концертов. По возвращении в Италию получил второй диплом как органист и затем третий как композитор, под руководством Луиджи Феррари-Трекате. В начале 1930-х гг. гастролировал по Европе, в 1934—1937 гг. изучал музыковедение у Альбера Бертлена в Париже.
С 1938 г. обосновался в Швейцарии, в военное время занимался скорее литературной работой (критикой, инсценировками и т. д.). С 1947 г. сотрудничал с Оркестром радио и телевидения итальянской Швейцарии как штатный органист и пианист. В этот же период Сгрицци начал много выступать как клавесинист. В 1952 г. он участвовал в Зальцбургском фестивале. В 1970 г. Сгрицци потерял один глаз, но до 1974 г. ещё продолжал активно концертировать. Он был награждён государственными наградами Франции и Италии, семь записей музыки XVIII века, осуществлённых Сгрицци, были удостоены премии Grand Prix du Disque; особенно высокое признание получила запись 16 сонат Доменико Скарлатти.
Среди собственных сочинений Сгрицци, написанных до 1960 г., когда он отказался от композиции, — фортепианный концерт (1935), струнное трио (1935), концерт для оркестра (1936), Неаполитанская сюита (1951), Бельгийская сюита (1952), дивертисмент «Виоттиана» (1954), Английская сюита (1956) и др.